# Code Breaker
 Code: Breaker ( コード: ブレイカー   Kodo: Burēikā?) är en manga skapad av mangaka Akimine Kamijyo körs i Weekly Shonen Magazine genom Kodansha. Code: Breaker handlar om en gymnasieflicka som är utbildad i kampsporter och en ny utbytesstudent, en pojke med mystiska krafter.

## Handling
En dag när Sakura Sakurakouji sitter ensam och försjunken i tankar på bussen får hon genom fönstret syn på människor som bränns till döds av en blå eld. En pojke i hennes egen ålder står oskadd inne bland de brinnande kropparna medan bussen susar förbi.
Följande dag återvänder hon till platsen men då syns inga lik eller tecken på mord endast askan från en liten brand. När Sakura sedan går till sin lektion upptäcker hon att den nya utbytesstudenten är samma pojke hon sett dagen innan. Han presenterar sig för klassen som Rei Oogami, men Sakura uppdagar snart att han är en så kallad "Code:Breaker"; en särskild sorts lönnmördare med en märklig förmåga och medlem av en hemlig organisation som arbetar för regeringen.